# Wouter Crabeth II
Wouter Pietersz. Crabeth II (Gouda, 1594 – id., 18 juin 1644) est un peintre néerlandais (Provinces-Unies) du siècle d'or.

## Biographie
Wouter Crabeth est né en 1594, fils de l’échevin et bourgmestre Pieter Woutersz. Crabeth ; il fut nommé d’après son grand-père Wouter Crabeth I, qui était un célèbre maître-verrier. Crabeth fit son apprentissage auprès de Cornelis Ketel, oncle de Cornelis Ketel le Jeune, lequel est plus connu. Il est possible qu’il ait été également l’élève d’Abraham Bloemaert à Utrecht.

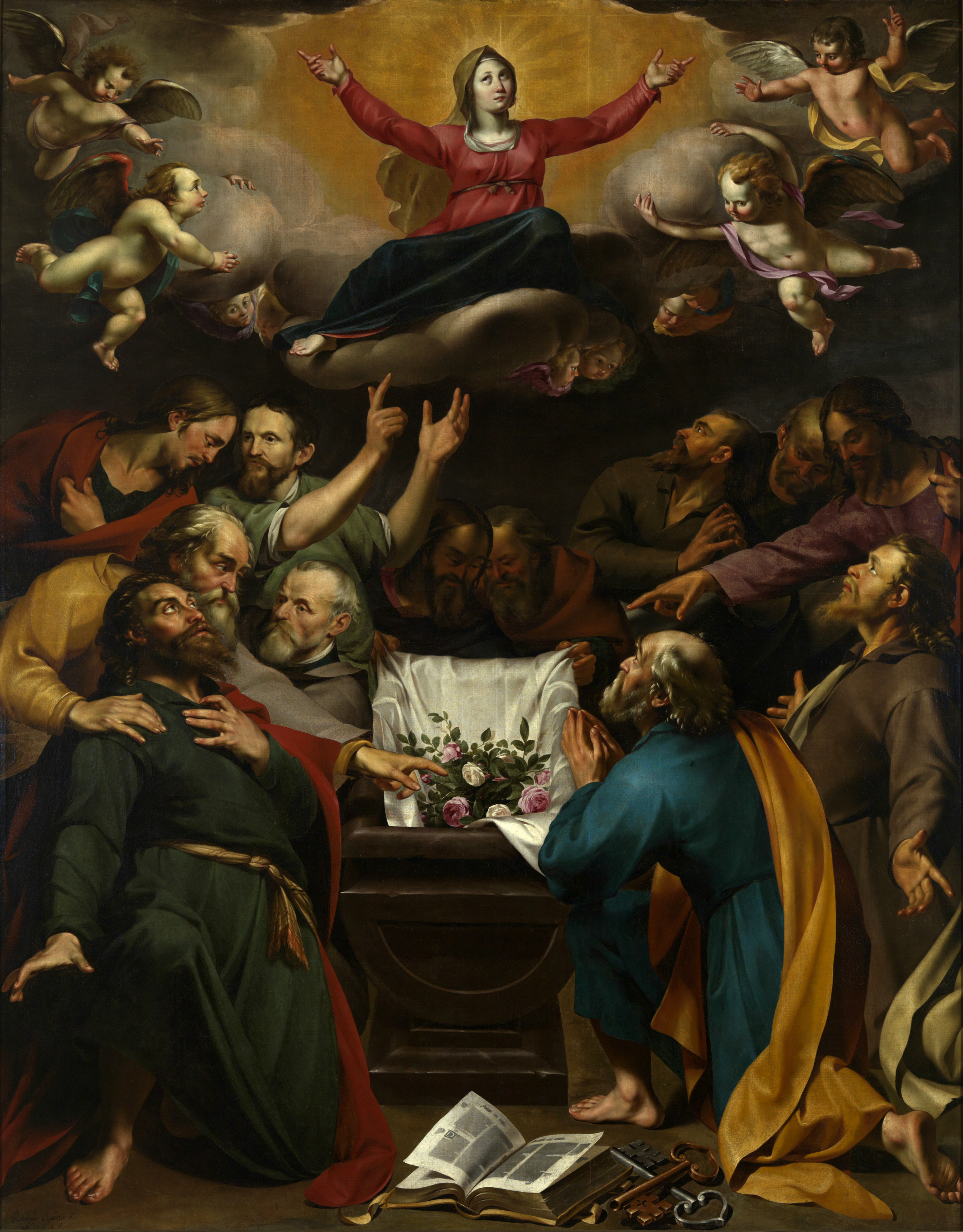
L’Assomption de la Vierge Marie, 1628 (Museum het Catharina Gasthuis, Gouda).

Vers 1613, Crabeth, en passant par la France (à Paris en 1615 et à Aix-en-Provence l’année suivante), voyagea vers l’Italie, où il vécut quelques années à partir de 1619 à Rome. Là, il devint membre des Bentvueghels, avec d’autres peintres comme Cornelis Van Poelenburgh, Bartholomeus Breenbergh, Wybrand De Geest et Leonard Bramer. Parmi eux, il reçut le surnom de « De Almanack » (L’Almanach). Crabeth est représenté sur un dessin anonyme (cfr. illustration en haut à droite) réalisé vers 1620 et conservé au Musée Boijmans Van Beuningen de Rotterdam. Crabeth y est désigné comme Wouter van der Gou (i.e. Wouter de Gouda) ; il y figure en compagnie d'autres membres des Bentvueghels.
En 1626, il retourna à Gouda où il prêta serment comme schutter (« tireur »). En 1628, il y épousa la fille du bourgmestre, Adriana Gerritsdr. Vroesen. La même année, au moment où son propre père était bourgmestre, il fut nommé capitaine de la Schutterij, une fonction qu’il allait continuer d'exercer jusqu’à sa mort en 1644. C’est en cette qualité qu’il devait prendre part également, en 1629, au  Siège de Bois-le-Duc.

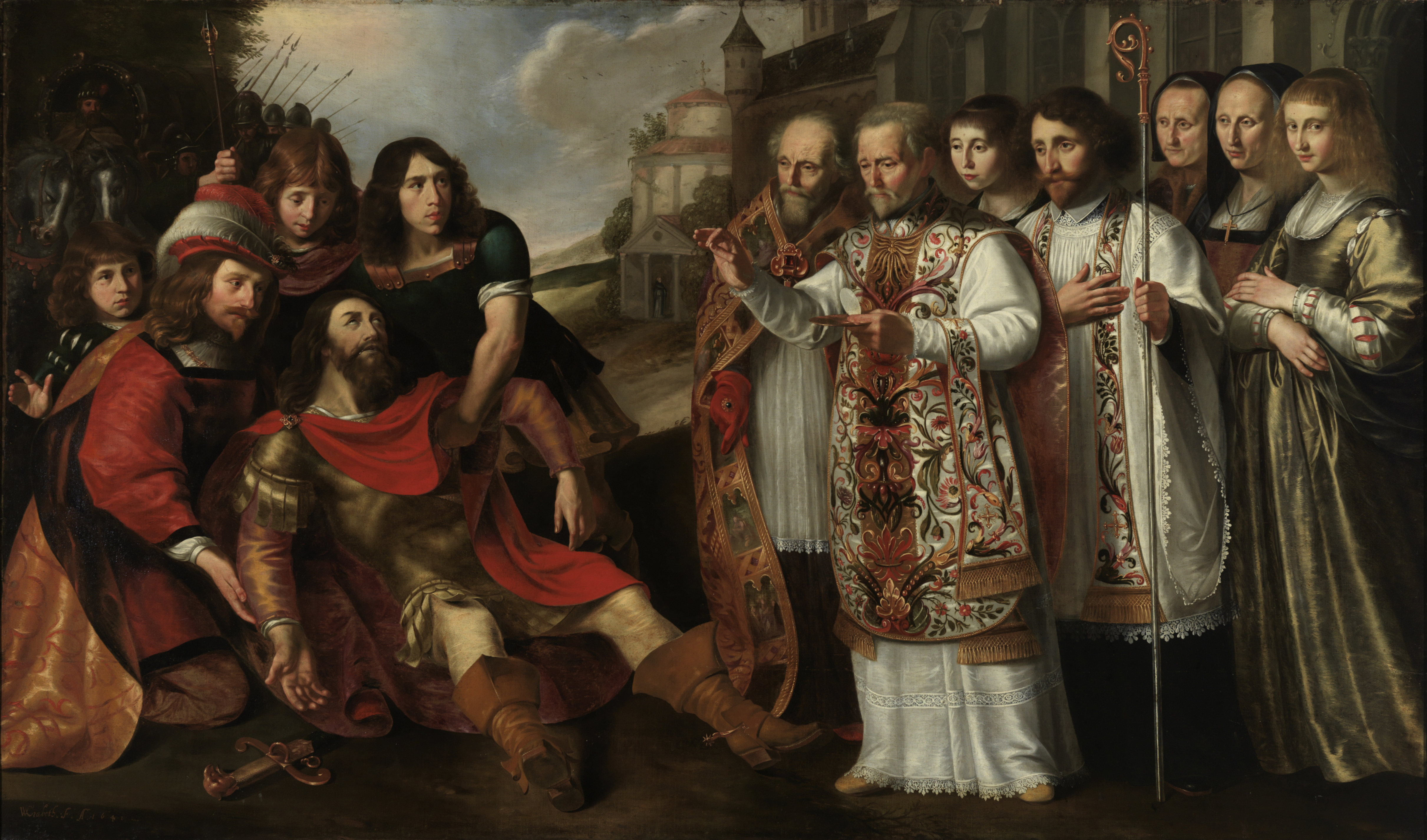
La Conversion de Guillaume d’Aquitaine par Bernard de Clairvaux, 1641 (Museum het Catharina Gasthuis Gouda).

Avant cela, il avait reçu la commande de la part du curé Petrus Purmerent de deux retables pour l’église catholique Saint-Jean-Baptiste (qui deviendra église vieille-catholique) et la Catharinagasthuis, une communauté religieuse. Ces deux peintures se trouvent à présent au Museum Het Catharina Gasthuis à Gouda et au Rijksmuseum d’Amsterdam. Les deux œuvres – L’Assomption de la Vierge Marie (Ten-Hemelopneming van Maria) et un Thomas incrédule (Ongelovige Thomas) – témoignent d’une forte influence italienne, et sont stylistiquement proches du Caravage. En 1631 et en 1641, Crabeth allait peindre deux autres retables pour l’église Saint-Jean-Baptiste, que l’on peut voir aujourd’hui également au Museum Het Catharina Gasthuis.
À côté des retables, Crabeth a surtout peint des scènes de genre avec des joueurs de cartes et des bergers, qui sont très proches, dans l’esprit, des œuvres du Caravage. Ces tableaux ont en majeure partie été réalisés peu après son retour à Gouda. Seulement un petit nombre d’œuvres ont été conservées.

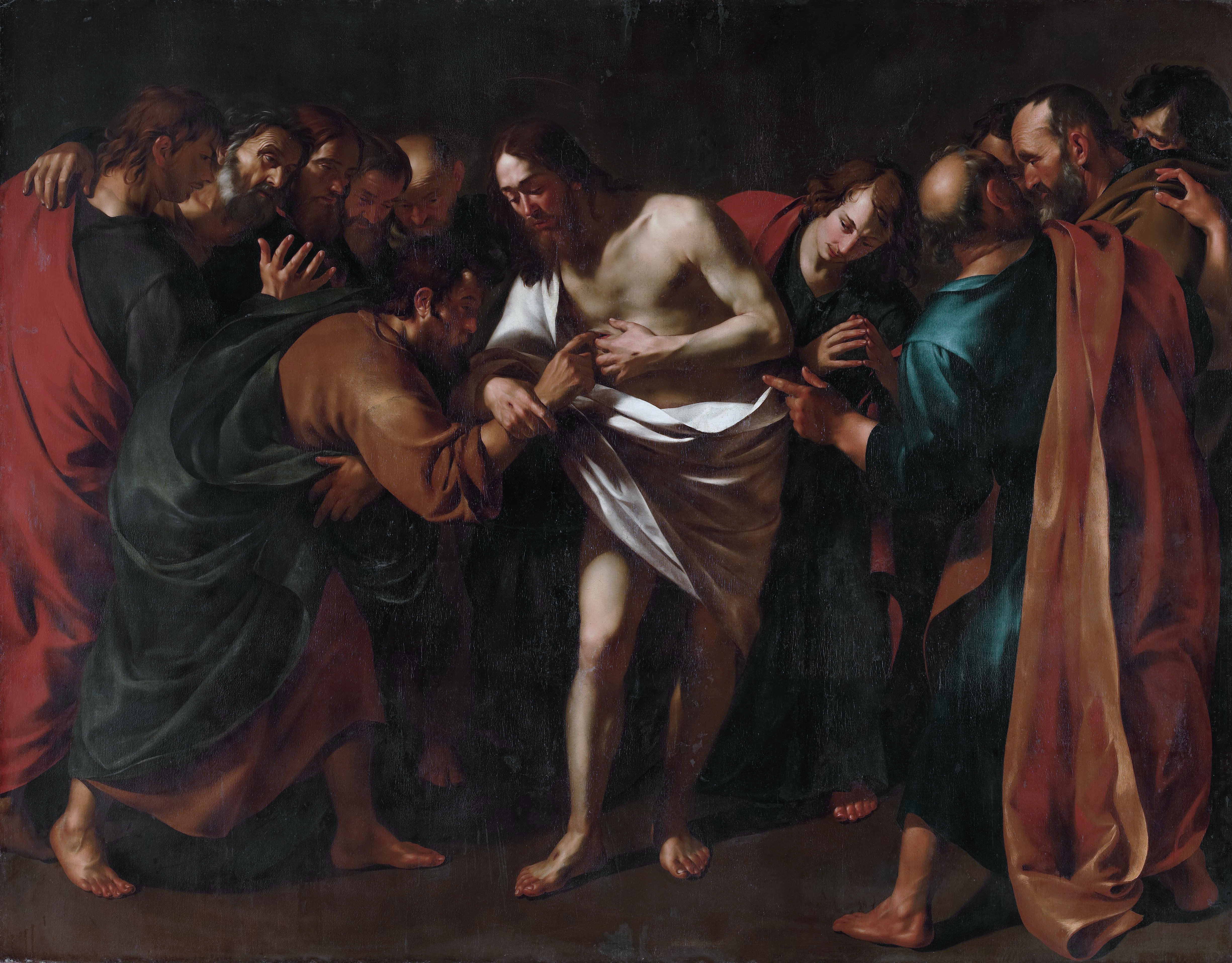
Thomas incrédule, vers 1628 (Rijksmuseum, Amsterdam).

Wouter Crabeth compta notamment parmi ses élèves Jan Ariens Duif, Dirk de Vrije, Jan Govertsz. Verbijl, Jan Verzijl et Aert Van Waes. Crabeth fut l’artiste le plus important que la ville de Gouda ait produit au XVIIe siècle.

## Description par Ignatius Walvis
L’historien Walvis, de Gouda, fit de lui cette description :

« L’un des principaux disciples de Ketel, Wouter Crabeth, petit-fils de l’illustre peintre sur verre Wouter Pietersz Crabet. Ce Wouter visita la France, l’Italie, et toute l’école picturale à Rome, ce après quoi, au bout d’un voyage de treize ans, il rentra à Gouda où, en 1628, il épousa Adriana Vroesen. Parmi ses œuvres les plus distinguées figurent une Assomption de la Vierge Marie, retable au lieu de prière d’I.W. [= Ignatius Walvis]. Et sa dernière grande œuvre en matière de portraits, le conseil de guerre de Gouda alors en exercice, représenté grandeur nature, est accrochée dans la salle de saint Joris Doelen. »

## Œuvres de Wouter Crabeth II

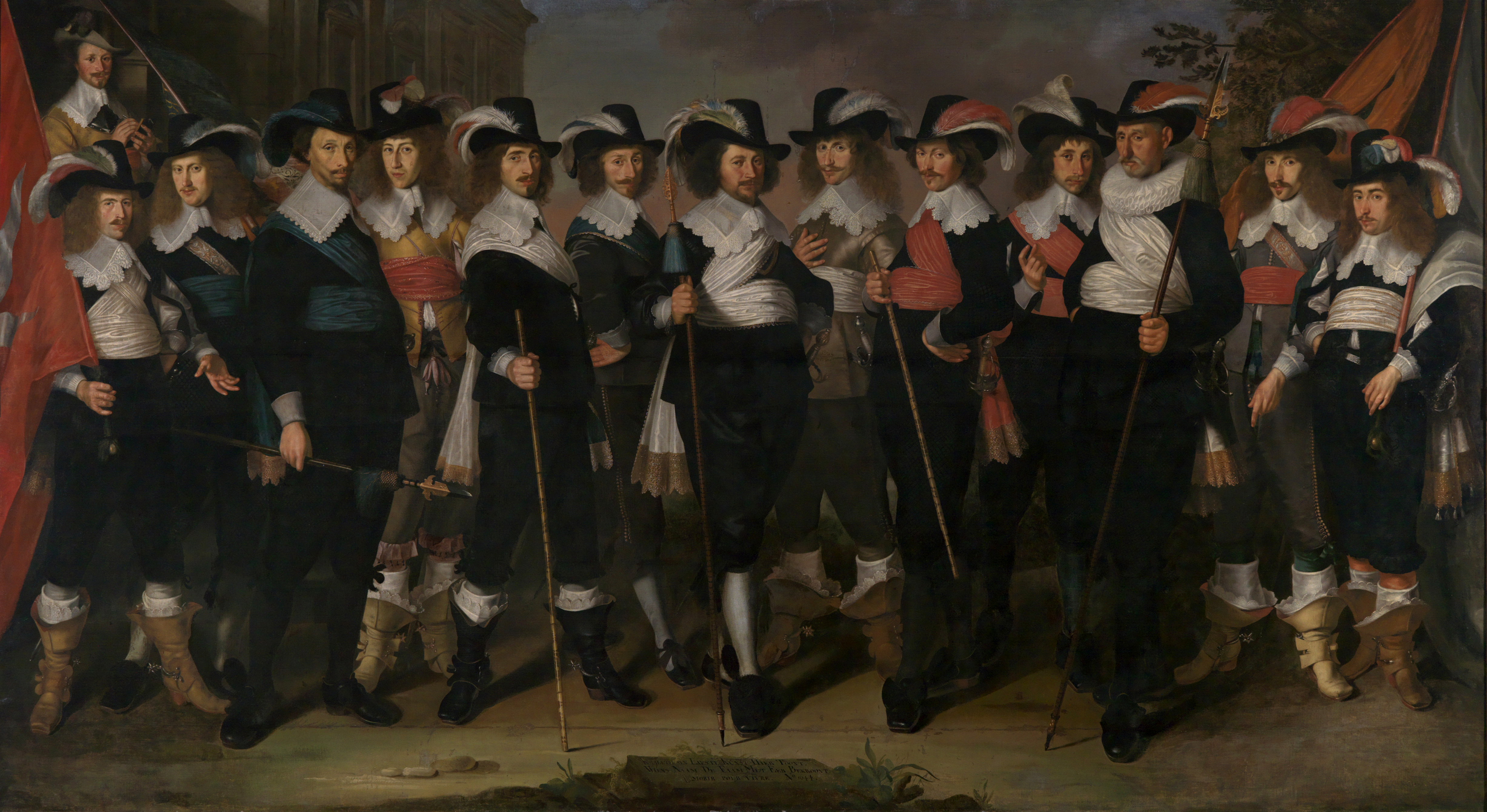
Harmanus Herberts et ses officiers, 1642 (Museum het Catharina Gasthuis Gouda).

- L’Adoration des Mages (Aanbidding der Koningen), 1631 (Museum het Catharina Gasthuis Gouda).
- Amusement de berger (Herdersvermaak) (Koninklijk Museum voor Schone Kunsten, Anvers).
- L’Assomption de la Vierge Marie (Ten-Hemelopneming van Maria), 1628 (Museum het Catharina Gasthuis, Gouda).
  - L’Assomption de la Vierge Marie fut conçu en 1628 par Crabeth en tant que retable ; elle fut commandée par le curé Petrus Purmerent pour sa schuilkerk. Oubliée pendant plus de trois siècles, elle ne fut retrouvée qu’en 1970 – dans le grenier du presbytère – par celui qui était alors le directeur de la Catharina Gasthuis à Gouda, le docteur Jan Schouten. L’œuvre est à présent de nouveau exposée dans ce musée[3].
- Les Buveurs (attribué à – lieu de conservation inconnu, vendu aux enchères le 11 mars 1999 par Marc-Arthur Kohn à Paris).
- Compagnie de musiciens[4]. (Szépmüvézeti Muzeum, Budapest).
- La Conversion de Guillaume d’Aquitaine par Bernard de Clairvaux (Bernardus van Clairvaux bekeert Willem van Aquitanië), 1641 (Museum het Catharina Gasthuis Gouda).
- Couple jouant de la flûte (Koninklijk Museum voor Schone Kunsten, Anvers).
- Le Guerrier mourant (Stervende krijgsman) (coll. particulière).

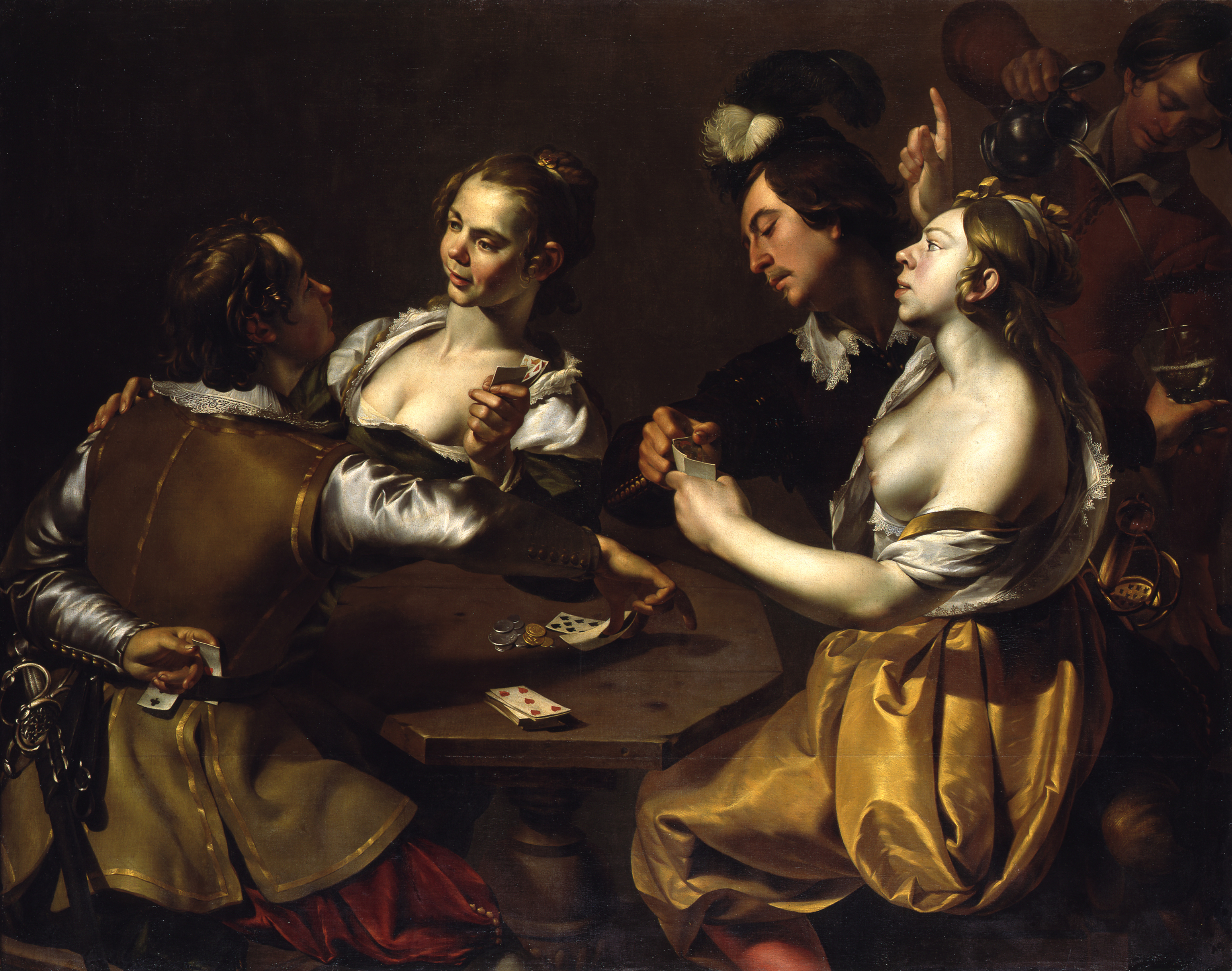
Les Tricheurs, 1626/44 (Gemäldegalerie (Berlin)).

- Les Joueurs de cartes (Muzeum Narodowe, Varsovie).
- Les Joueurs de cartes (lieu de conservation inconnu, vendu aux enchères le 17 janvier 1992 par Sotheby's à New York).
- Harmanus Herberts et ses officiers, 1642 (Museum het Catharina Gasthuis Gouda).
- La Mise au tombeau, probablement détruit en 1945 (se trouvait au Kaiser-Friedrich-Museum, à Berlin).
- Les Noces de Cana (De Bruiloft te Kana), vraisemblablement 1640 (Museum het Catharina Gasthuis Gouda).
- Thomas incrédule (Ongelovige Thomas), vers 1628 (Rijksmuseum, Amsterdam – prêté par le Museum het Catharina Gasthuis, Gouda).
- Les Tricheurs (Gemäldegalerie, Berlin).